# Prix Sant Jordi du roman
Le prix Sant Jordi du roman est un prix littéraire en langue catalane décerné annuellement par l'Òmnium Cultural et la Fondation Encyclopédie catalane. Créé en 1947 sous le nom de prix Joanot Martorell, il prend son nom actuel en 1960 et est devenu un des prix les plus prestigieux pour la littérature en catalan.
Le prix Sant Jordi du roman est attribué à Barcelone au mois de décembre, durant la nuit littéraire de Sainte Lucie, en même temps que divers autres prix littéraires. Initialement doté d'une récompense de 60 000 € (et également 10 000 € pour le finaliste), cette somme a été supprimée en 2012.

## Lauréats

### Prix Joanot Martorell

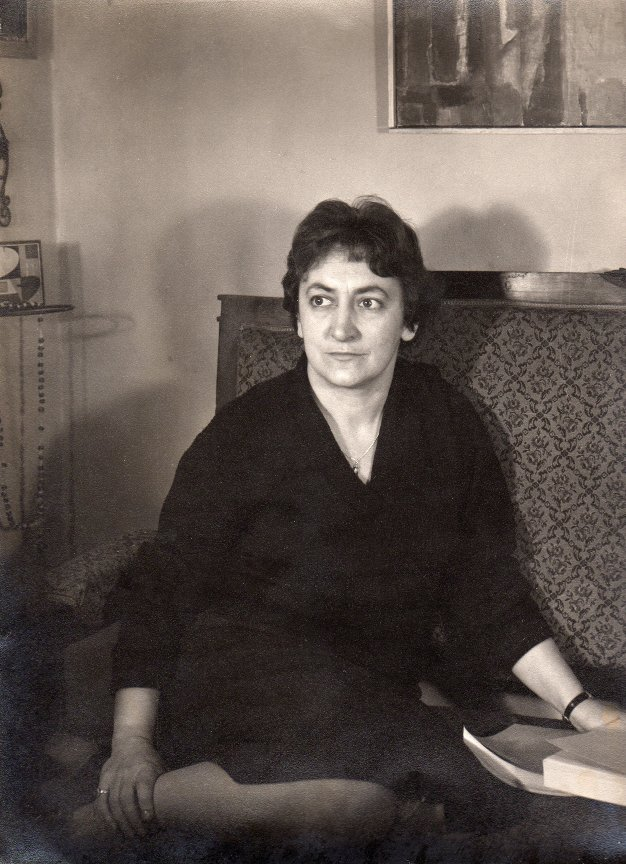
Maria Aurèlia Capmany

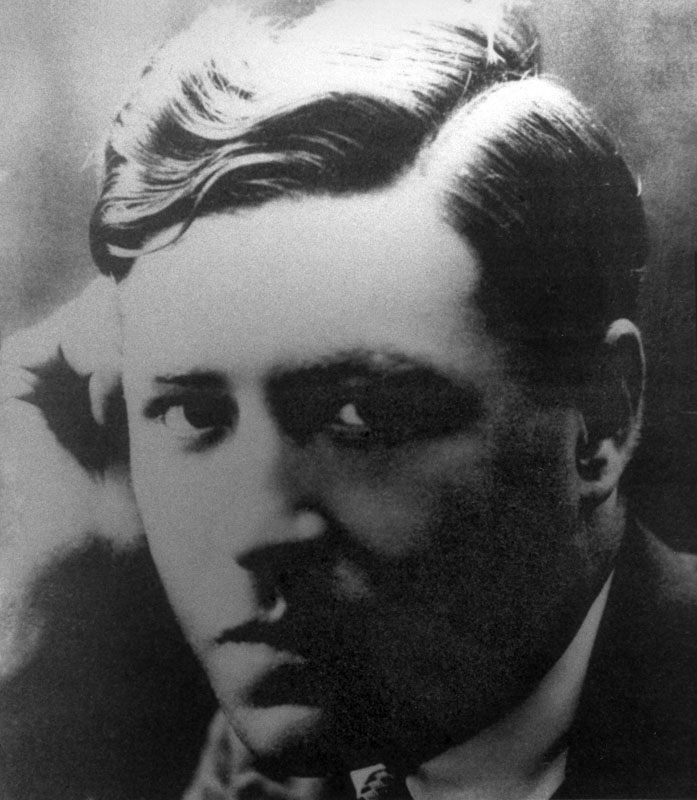
Josep Pla en 1917

| Edition | Année | Œuvre lauréate               | Auteur                    |
| ------- | ----- | ---------------------------- | ------------------------- |
| 1       | 1947  | Primera part                 | Cèlia Suñol i Pla         |
| 2       | 1948  | El cel no és transparent     | Maria Aurèlia Capmany     |
| -       | 1949  | Non décerné                  | -                         |
| -       | 1950  | Non décerné                  | -                         |
| 3       | 1951  | El carrer Estret             | Josep Pla                 |
| 4       | 1952  | La família Rouquier          | Xavier Benguerel i Llobet |
| 5       | 1953  | Com ganivets o flames        | Josep Maria Espinàs       |
| 6       | 1954  | Estrictament personal        | Manuel de Pedrolo         |
| 7       | 1955  | Incerta glòria               | Joan Sales i Vallès       |
| 8       | 1956  | La maroma                    | Ramon Folch i Camarasa    |
| 9       | 1957  | La Mer                       | Blai Bonet                |
| 10      | 1958  | Un camí de Damasc            | Miquel Llor i Forcada     |
| 11      | 1959  | Animals destructors de lleis | Ricard Salvat i Ferré     |

### Prix Sant Jordi
| Edition | Année | Œuvre lauréate                      | Auteur                       |
| ------- | ----- | ----------------------------------- | ---------------------------- |
| 12      | 1960  | Viure no és fàcil                   | Enric Massó i Urgellès       |
| 13      | 1961  | L'últim replà                       | Josep Maria Espinàs          |
| 14      | 1962  | Balanç fins a la matinada           | Manuel de Pedrolo            |
| 15      | 1963  | L'ombra de l'atzavara               | Pere Calders                 |
| 16      | 1964  | La visita                           | Ramon Folch i Camarasa       |
| 17      | 1965  | La derrota                          | Estanislau Torres i Mestres  |
| 18      | 1966  | El carrer de les Camèlies           | Mercè Rodoreda               |
| 19      | 1967  | 39° a l'ombra                       | Antònia Vicens i Picornell   |
| 20      | 1968  | Un lloc entre els morts             | Maria Aurèlia Capmany        |
| 21      | 1969  | Non attribué par le jury            | -                            |
| 22      | 1970  | Nifades                             | Josep Maria Sonntag          |
| 23      | 1971  | Fes memòria, Bel                    | Vicenç Riera i Llorca        |
| 24      | 1972  | L'enquesta del Canal Quatre         | Avel·lí Artís-Gener          |
| 25      | 1973  | La casa encesa                      | Miquel Àngel Riera Nadal     |
| 26      | 1974  | Pinyol tot salivat                  | Josep Albanell i Tortades    |
| 27      | 1975  | Un regne per a mi                   | Pau Faner i Coll             |
| 28      | 1976  | El temps de les cireres             | Montserrat Roig              |
| 29      | 1977  | Coll de serps                       | Ferran Cremades i Arlandis   |
| 30      | 1978  | Un home qualsevol                   | Jordi Carbonell i Tries      |
| 31      | 1979  | La senyora                          | Antoni Mus i López           |
| 32      | 1980  | L'espectacle                        | Joan Mas i Bauzà             |
| 33      | 1981  | Evangeli gris                       | Vicenç Villatoro i Lamolla   |
| 34      | 1982  | Christian                           | Antoni Pasqual               |
| 35      | 1983  | La teranyina                        | Jaume Cabré                  |
| 36      | 1984  | Al meu cap una llosa                | Olga Xirinacs Díaz           |
| 37      | 1985  | Els colors de l'aigua               | Isidre Grau i Antolí         |
| 38      | 1986  | Les primaveres i les tardors        | Baltasar Porcel              |
| 39      | 1987  | Posicions                           | Ricard Creus i Marzo         |
| 40      | 1988  | Retrat de Carme en penombra         | Agustí Alcoberro i Pericay   |
| 41      | 1989  | Non attribué par le jury            | -                            |
| 42      | 1990  | Línia trencada                      | Ferran Cremades i Arlandis   |
| 43      | 1991  | El sol de la tarda                  | Robert Saladrigas i Riera    |
| 44      | 1992  | Cames de seda                       | Maria Mercè Roca i Perich    |
| 45      | 1993  | La salvatge                         | Isabel-Clara Simó            |
| 46      | 1994  | Gràcies per la propina              | Ferran Torrent i Llorca      |
| 47      | 1995  | Els fantasmes del Trianon           | Nèstor Luján Fernández       |
| 48      | 1996  | El misteri de Berlín                | Jordi Mata i Viadiu          |
| 49      | 1997  | L'atles furtiu                      | Alfred Bosch                 |
| 50      | 1998  | El Quincorn. Una història romàntica | Miquel de Palol i Muntanyola |
| 51      | 1999  | El llibre de les mosques            | Emili Teixidor i Viladecàs   |
| 52      | 2000  | Sota la pols                        | Jordi Coca i Villalonga      |
| 53      | 2001  | No miris enrere                     | David Castillo i Buïls       |
| 54      | 2002  | Purgatori                           | Joan Francesc Mira           |
| 55      | 2003  | La meitat de l'ànima                | Carme Riera Guilera          |
| 56      | 2004  | La ciutat invisible                 | Emili Rosales                |
| 57      | 2005  | El metall impur                     | Julià de Jòdar i Muñoz       |
| 58      | 2006  | Sayonara Barcelona                  | Joaquim Pijoan i Arbocer     |

| Edition | Année | Œuvre lauréate                    | Auteur                     | Œuvre finaliste                | Auteur              |
| ------- | ----- | --------------------------------- | -------------------------- | ------------------------------ | ------------------- |
| 59      | 2007  | Les senyoretes de Lourdes         | Pep Coll                   | El monestir de l'amor secret   | Maria Dolors Farrés |
| 60      | 2008  | El nas de Mussolini               | Lluís-Anton Baulenas       | El músic del bulevard Rossini  | Vicent Usó          |
| 61      | 2009  | Se sabrà tot                      | Xavier Bosch i Sancho      | La dona que fugia de la boira  | Albert Llimós       |
| 62      | 2010  | L'home de la maleta               | Ramon Solsona i Sancho     | Després de Laura               | Jordi Cabré i Trias |
| 63      | 2011  | Crim de sang                      | Sebastià Alzamora i Martín | Kabul i Berlín a l'últim segon | Joan Mas i Vives    |
| 64      | 2012  | Plans de futur                    | Màrius Serra i Roig        | Non convoqué                   | Non convoqué        |
| 65      | 2013  | Dies de frontera                  | Vicenç Pagès i Jordà       | Non convoqué                   | Non convoqué        |
| 66      | 2014  | L'àguila negra                    | Joan Carreras i Goicoechea | Non convoqué                   | Non convoqué        |
| 67      | 2015  | La vida sense la Sara Amat        | Josep Puig i Ponsa         | Non convoqué                   | Non convoqué        |
| 68      | 2016  | El setè angel                     | David Cirici               | Non convoqué                   | Non convoqué        |
| 69      | 2017  | Jo sóc aquell que va matar Franco | Joan-Lluís Lluís           |                                |                     |
| 70      | 2018  | Digues un desig                   | Jordi Cabré i Trias        |                                |                     |
| 71      | 2019  | Les amistats traïdes              | David Nel-lo               |                                |                     |
| 72      | 2020  | L'aigua que vols                  | Víctor García Tur          |                                |                     |
| 73      | 2021  | Morir-ne disset                   | Sergi Belbel               |                                |                     |
| 74      | 2022  | Les nostres mares                 | Gemma Ruiz                 |                                |                     |